# Tratado de Versalhes (1787)

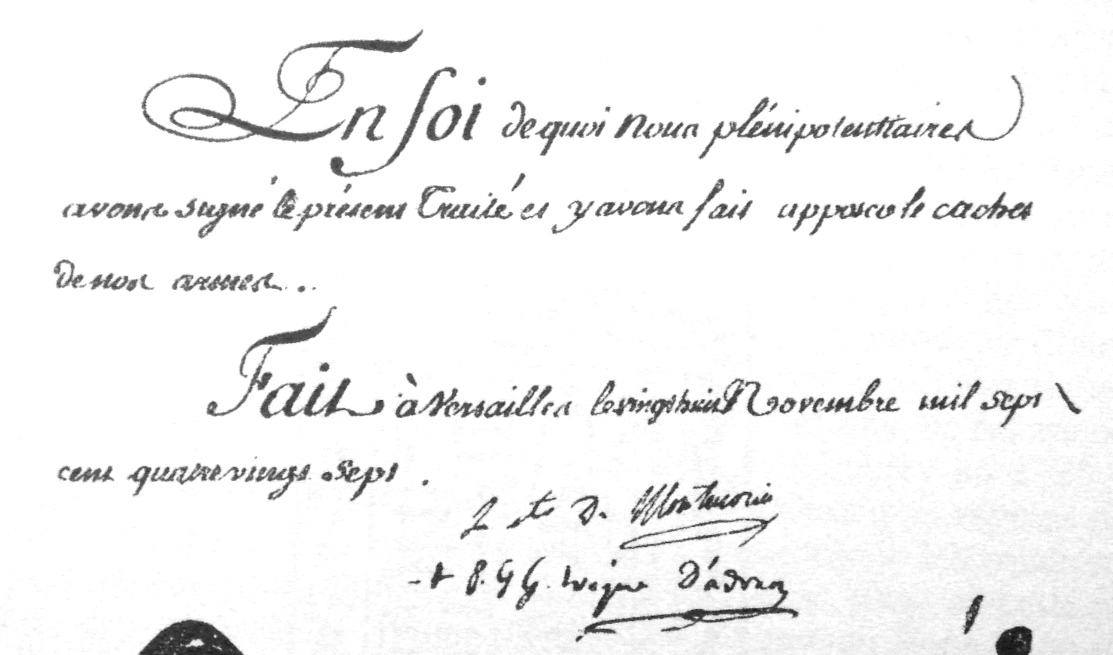
Assinaturas do Tratado de Versalhes de 1787

O Tratado de Versalhes de 1787 foi um tratado de aliança assinado entre o rei francês Luís XVI e o senhor vietnamita Nguyễn Ánh, o futuro imperador Gia Long.
Nguyễn Ánh, cuja família, a família Nguyễn, havia sido dizimada pela rebelião de Tây Sơn quando ele tinha 16 ou 17 anos, recebeu a proteção e ajuda do padre católico francês Pigneau de Béhaine, bispo titular de Adran.
A fim de obter apoio para a causa de Nguyễn Ánh, Pigneau de Béhaine foi para a França em 1787 como o "enviado especial do rei de Nam Hà", acompanhado pelo filho mais velho de Nguyễn Ánh, Nguyễn Phúc Cảnh, que tinha então sete anos. antigo, como um símbolo da autoridade de Pigneau para negociar em nome de Nguyễn Ánh.
O Tratado de Versalhes de 1787 foi assinado em 21 de novembro de 1787, por Armand Marc, Ministro das Relações Exteriores e da Marinha, e Pigneau de Béhaine, como representante de Nguyễn Ánh. Em troca do tratado, Nguyễn Ánh prometeu ceder Pulo-Condore aos franceses e dar uma concessão aos franceses em Tourane (atual Dà Nãng), bem como direitos comerciais exclusivos. Luís XVI prometeu ajudar Nguyễn Ánh a reconquistar o trono, fornecendo 1 650 soldados (1 200 tropas kaffir , 200 artilheiros e 250 soldados negros) em quatro fragatas. 
Esse tratado marca o início da influência francesa na Indochina, mas o governador de Pondicherry, Thomas Conway, a quem foi dada autoridade para decidir sobre a implementação real do tratado, recusou-se a segui-lo, deixando Pigneau de Béhaine por conta própria. .
Apesar desses inconvenientes, entre 1789 e 1799, uma força francesa reunida por Pigneau de Béhaine conseguiu apoiar Gia Long na conquista de todo o Vietnã. Os franceses treinaram tropas vietnamitas, estabeleceram uma marinha e construíram fortificações no estilo Vauban, como a Cidadela de Saigon. Vários desses aventureiros franceses permaneceriam em altos cargos no governo de Gia Long, como Philippe Vannier, Jean-Baptiste Chaigneau, de Forant e o médico Jean Marie Despiau.